# 第十代馬爾博羅公爵約翰·史賓賽-邱吉爾
第十代馬爾博羅公爵約翰·史賓賽-邱吉爾（英語：John Albert Edward William Spencer-Churchill, 10th Duke of Marlborough，1897年9月18日—1972年3月11日），`1934年之前頭銜為布蘭福德侯爵（Marquess of Blandford），第九代公爵查爾斯·史賓賽-邱吉爾和康斯薇露·范德比爾特的長子。

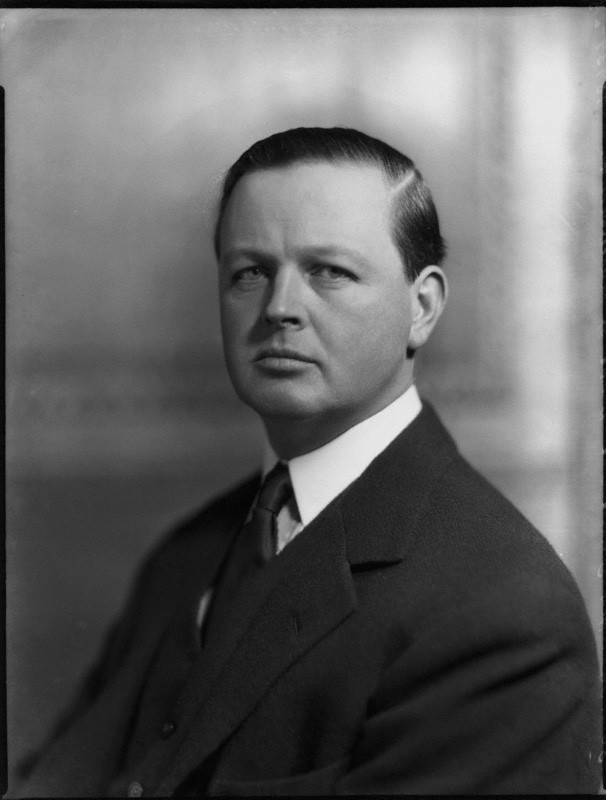

## 家庭
1920年，約翰·史賓賽-邱吉爾和亞歷珊德拉·瑪麗·卡多根（Alexandra Mary Cadogan）結婚，兩人共有2子3女：
1. 莎拉（1921年—2000年）
2. 卡羅琳（1923年—1992年）
3. 約翰（1926年—2014年）
4. 蘿絲瑪麗（英语：Lady Rosemary Spencer-Churchill）（1929年出生）
5. 查爾斯（1940年—2016年）